# خورخلینا آراندا
خورخلینا آراندا (اسپانیایی: Jorgelina Aranda‎؛ ‏ ۱۹ اوت ۱۹۴۲ – ۱۰ ژانویهٔ ۲۰۱۵) بازیگر، مدل اهل آرژانتین بود.
از فیلم‌هایی که وی در آن‌ها نقش داشته است، می‌توان به ساحل عشق اشاره نمود.